# Nowa Polska
Nowa Polska – pismo konspiracyjne wydawane w Warszawie w latach 1940–1944, główny organ prasowy Konfederacji Narodu.
„Nowa Polska” była dwutygodnikiem. Wydawana była od jesieni 1940 r. do czerwca 1944. Pismo było drukowane, początkowo w prywatnej drukarni na Nowym Świecie, a po zlikwidowaniu jej przez Niemców w jednej z drukarni Tajnych Wojskowych Zakładów Wydawniczych. Było to możliwe dzięki porozumieniu, jakie z Jerzym Rutkowskim, szefem TWZW, zawarł Jerzy Hagmajer.
Nakład: 3000 egz.
Osobistą pieczę nad pismem sprawował Bolesław Piasecki, natomiast funkcję redaktora naczelnego pełnili kolejno:
- Jan Moszyński (ps. „Mielnicki”) – od wiosny 1941 do 20 października 1942,
- Włodzimierz Pietrzak (ps. „Balk”) – od marca 1943 do sierpnia 1944.

Wśród autorów pisujących do „Nowej Polski” byli prawie wszyscy ważniejsi działacze KN, m.in.: Bolesław Piasecki, publikujący pod pseudonimem „Wojciech z Królewca”, o. Józef Warszawski, Wojciech Winkler, Jerzy Cybichowski, Wojciech Kętrzyński, Stanisław Hniedziewicz, Mieczysław Kurzyna, a także Andrzej Trzebiński i Wacław Bojarski.
„Nowa Polska” była przede wszystkim pismem publicystycznym, głównym narzędziem propagowania ideologii Konfederacji Narodu. Stąd stale obecny na jej łamach temat kształtu przyszłej Polski – liczne artykuły poświęcone były zarówno kwestiom ustrojowo-gospodarczym, jak i społecznym. Stale na kartach pisma przewijały się ściśle związane z programem Konfederacji hasła Imperium Słowiańskiego i uniwersalizmu.
Jako dodatek do „Nowej Polski” ukazywał się dwutygodnik „Fakty na tle idei”. W 1942 zrezygnowano z jego wydawania, zastępując go nowym, samodzielnym pismem „Do broni!”.
W trakcie likwidowania przez Niemców getta warszawskiego w „Nowej Polsce” pisano: „Polska zostanie odżydzona. Pozbędziemy się elementu pod każdym względem szkodliwego, który w życiu politycznym był zawsze wrogo do Polski nastrojony, który zabagniał nasze życie kulturalne, i którego rola w życiu społeczno-gospodarczym była również niezmiernie szkodliwa, powodując między innymi zwichnięcie struktury socjalnej Narodu Polskiego”.